# Piaggio P.111
Piaggio P.111 là một loại máy bay nghiên cứu tầng cao, do hãng Piaggio thiết kế chế tạo cho Regia Aeronautica (Không quân Hoàng gia Ý).

## Quốc gia sử dụng
Ý
- Regia Aeronautica

## Tính năng kỹ chiến thuật
Dữ liệu lấy từ Italian Civil & Military Aircraft 1930-1945
Đặc tính tổng quan
- Kíp lái: 3
- Chiều dài: 218,57 m (40 ft 8.125 in)
- Sải cánh: 17,30 m (56 ft 9 in)
- Chiều cao: 3,91 m (12 ft 10 in)
- Diện tích cánh: 40 m2 (430 foot vuông)
- Trọng lượng rỗng: 5.239 kg (11.550 lb)
- Trọng lượng có tải: 7.574 kg (16.698 lb)
- Trọng lượng cất cánh tối đa: 7.590 kg (16.733 lb)[chuyển đổi: tùy chọn không hợp lệ]
- Động cơ: 2 × Piaggio P.XII R.C.100/2v , 750 kW (1.000 hp)  mỗi chiếc

Hiệu suất bay
- Vận tốc cực đại: 575 km/h; 310 kn (357 mph) trên độ cao 10,000 m (33 ft)
- Vận tốc hành trình: 449 km/h; 242 kn (279 mph)
- Tầm bay: 1.659 km; 896 nmi (1.031 mi)
- Trần bay: 11.997 m (39.360 ft)